# NGC 1491
NGC 1491 é uma nebulosa na direção da constelação de Perseus. O objeto foi descoberto pelo astrônomo William Herschel em 1790, usando um telescópio refletor com abertura de 18,6 polegadas. 